# Garça de Cima
Garça de Cima és una vila al nord de l'illa de Santo Antão a l'arxipèlag de Cap Verd. Està situada a la vall de la Ribeira da Garça a 15 kilòmetres al nord-est de Porto Novo.